# قطعنامه ۱۶۳۱ شورای امنیت
قطعنامه ۱۶۳۱ شورای امنیت سازمان ملل متحد که در تاریخ ۱۷ اکتبر ۲۰۰۵ تصویب شد، سندی بین‌المللی دربارهٔ همکاری بین سازمان ملل متحد و سازمانهای منطقه‌ای در حفظ صلح و امنیت جهانی است. این قطعنامه طی نشست ۵۲۸۲ام با ۱۵ رای موافق، ۰ مخالف و ۰ ممتنع تصویب شد.